# 浅野百蔵
浅野 百蔵（あさの ももぞう）は、日本の実業家。浅野商店（後のCHOYA株式会社）の創業者。

## 経歴

### 潮谷号浅野商店の創業
東京日本橋大伝馬町3丁目の伊部商店伊部信兵衛方に8年間奉公した後、1886年（明治19年）日本橋通塩町5番地（現在の中央区日本橋横山町）に居を構えて綿ネル反物、縮反物、シャツ、ズボン下等の布帛製品および洋傘の製造販売を開始した。開業当初には、浅野百蔵自ら店員と一緒に大八車を引いて、得意先回りをした。東京市内は勿論のこと、埼玉、群馬の両県から信越地方まで、小売店の得意先確保に働き回った。創業6年目の浅野商店は、ムネ当、カラー、カフス、等の自家製造に着手した。そのため、本所松井町に第1工場（ワイシャツ工場）を建て、馬喰町にも第2工場（肌着類、シャツ、ズボン下製造）を持った。さらに専属下請業者として、浅草向柳原、本所に3つの工場を確保した。1896年（明治29年）、浅野百蔵は、浅野商店に「潮谷（ちょうや）」という冠称を付け、社名を潮谷号浅野商店とする。2年後の1898年（明治31年）、潮谷商店と改称する。

### 潮谷商会と蝶矢マークの由来

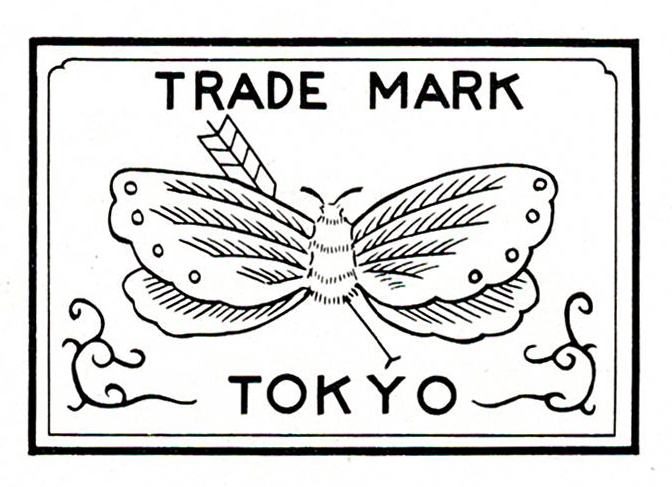
商標登録 第117120号 明治33.6.25 浅野百蔵

浅野商店が潮谷と名乗るについての説がいくるかある。一番確かと思われるものは、浅野の家に古くから伝わる横額面に「潮音響谷間」という文字があり、これから潮谷の商号を選んだという説である。通称「浅百」、または「潮百」さんと呼ばれていた。また1898年（明治31年）頃から、商号を潮谷商会と改めた。この潮谷の発音を図形に直して、蝶と矢のマークを決定し、商標として登録をしている。浅野商店という旧来のものから、潮谷商会という外国商館風商号に改称したことは、当時の人々の旺盛な意欲のあらわれである。

### 二代浅野百蔵

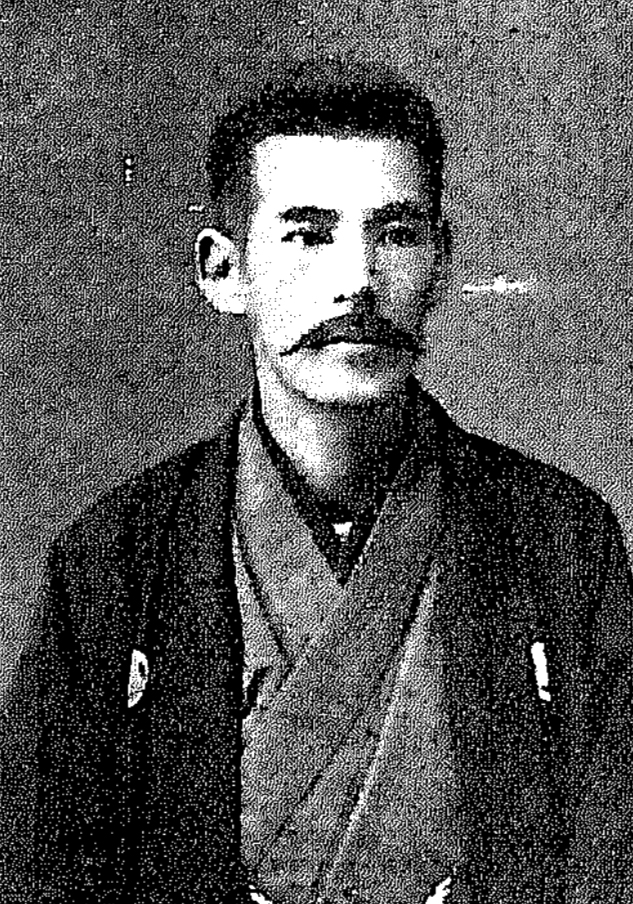
二代浅野百蔵

1864年（元治元年）10月19日埼玉県児玉郡本庄町に質商荒井源次郎の長男として生まれる。幼名は春吉。幼少時に父を亡くし、11歳で同町の某荒物店に丁稚となる。同店が閉店に伴い上京し、当時日本橋区元橘町2丁目の浅野家に仕う。誠実で熱心で勤勉であったことから、信用を得、1888年（明治21年）に浅野家の養子となり、襲名して百蔵となった。以来、業務に専心し、事業を軌道に乗せた。1897年（明治30年）に時勢をみて、海外へのサンフランシスコ及びシンガポールへ輸出を始め成功する。1901年（明治34年）潮谷商会は通塩町の創業の店から日本橋区4丁目10番地に新築して移転し、創業以来15年で橘町の問屋街に間口8間、奥行20間という大規模な店舗を新築した。1902年（明治35年）にスラバヤ支店を開設した。当時のスラバヤには三井物産の出張員横竹某が駐在しているだけであった。潮谷洋行が、やがて南方に張りめぐらした支店網の第1号の誕生であった。当初の取り扱い品は、洋傘、縮シャツ類、縮反物、羽二重生地等を主体とした。その後、代理店となり、服部時計店（現セイコーホールディングス）の柱時計、佐々木ガラスの各種ガラス製品、ヒゲタの醤油の輸入販売を行った。その後、陶磁器、玩具、ネクタイ、ハンカチーフ、タオル、紙ナプキン、靴類、石鹸、鳥打帽、薬品類まで取り扱いが拡がった。1903年（明治36年）東京商業会議所（現東京商工会議所）議員となる。